# جعفر سبحانی
جعفر سبحانی تبریزی (زادهٔ ۲۰ فروردین ۱۳۰۸ در تبریز)، متکلم، مرجع تقلید، اصولی، مفسر و از استادان حوزه علمیه قم است. سبحانی از مدیران دارالتبلیغ اسلامی و نویسندگان مجله مکتب اسلام در سال‌های پیش از انقلاب اسلامی ایران و نماینده مردم آذربایجان شرقی در مجلس خبرگان قانون اساسی بود. وی مؤسس «مرکز تخصصی کلام اسلامی» در حوزه علمیه قم است و آثار متعددی دربارهٔ علوم اسلامی نوشته‌است.

## تحصیلات
پس از فراغت از تحصیلات ابتدایی، در مکتب‌خانه میرزا محمود فاضل به فراگیری متون ادب پارسی پرداخت و کتاب‌هایی مانند:گلستان، بوستان، تاریخ معجم، نصاب الصبیان، ابواب الجنان و… پرداخت. سپس در ۱۴ سالگی رهسپار مدرسه علمیه طالبیه تبریز گردید و به آموختن مقدمات علوم و سطوح پرداخت. علوم ادبی را نزد حسن نحوی و علی‌اکبر نحوی و بخشی از مطول، منطق منظومه و شرح لمعه را از محمدعلی مدرس خیابانی آموخت. سبحانی، در آن زمان سخت مشغول تعلیم و تعلم دروس مقدمات، و مباحثه و تألیف بود. یادگار قلمی ایشان در آن زمان با اینکه نوجوانی هفده ساله بود، دو کتاب است که اینک موجود می‌باشد: ۱. معیارالفکر (درمنطق) ۲. مهذب البلاغة (در علم معانی، بیان و بدیع)
در مهرماه ۱۳۲۵ به قم رفت و به تکمیل سطوح، همت گماشت. باقی‌مانده فرائد الاُصول را نزد میرزا محمد مجاهدی تبریزی و احمد کافی آموخت و کفایة الاصول را هم نزد محمدرضا گلپایگانی فراگرفت.
به غیر از تحصیل دروس فقه و اصول، به آموختن فلسفه و کلام و تفسیر نیز اشتغال داشت.
از همین رو در تبریز از سید محمد بادکوبه‌ای استفاده کرد و از او شرح قواعد العقائد را آموخت. سپس در حوزه علمیه قم مطالعات فلسفی‌اش را با شرکت در درس‌های منطق و فلسفه سید محمدحسین طباطبایی تکمیل نمود و در سال‌های ۱۳۲۸ تا ۱۳۳۰ شرح منظومه و پس از آن بخش اعظم اسفار را نزد او فرا گرفت. او بعد از انتشار کتاب اصول فلسفه و روش رئالیسم به خواست سید محمد حسین طباطبایی، این کتاب را به عربی ترجمه کرد که نخستین جلد آن با مقدمه سید محمد حسین طباطبایی به چاپ رسید. کتاب «تهذیب‌الاصول وی تقریر درس‌های سید روح‌الله خمینی است.

## استادان
- سید حسین طباطبایی بروجردی (۱۲۵۴–۱۳۴۰ خورشیدی) که در آن روزها مبحث وقت از کتاب صلاة را تدریس می‌کرد.
- سید محمد حجت کوه‌کمری که در آن زمان تدریس خارج بیع را آغاز کرده بود.
- سید روح‌الله موسوی خمینی
- سید محمدکاظم شریعتمداری
- سید محمدحسین طباطبایی
- سید محمدتقی خوانساری
- میرزا محمد مجاهدی تبریزی
- میرزا احمد کافی
- محمدرضا گلپایگانی
- سید محمد بادکوبه‌ای
- سیدمحمد محقق داماد

## فعالیت‌های سیاسی
در جریان واقعه ۱۵ خرداد ۱۳۴۲ و دستگیری روح‌الله خمینی، سبحانی از کسانی بود که نامه اعتراضی فضلای حوزه قم به هیئت دولت وقت را امضا کرد. همچین از امضاکنندگان نامه‌ای به حسنعلی منصور، نخست‌وزیر وقت در اسفند ۱۳۴۲ش بود که طی آن به ادامه زندانی‌شدن خمینی و جمعی از علما اعتراض شد. وی در جریان انتقال خمینی از ترکیه به نجف اشرف نیز متن تلگرام علما در حمایت از وی را امضا کرد. جعفر سبحانی بعد از درگذشت سید مصطفی خمینی، به پدرش، روح‌الله خمینی تسلیت گفت.

## تعطیلی شنبه
جعفر سبحانی پس از تصویب تعطیلی روز شنبه توسط مجلس شورای اسلامی، با صدور بیانیه ای به مخالفت با آن پرداخت. وی در این بیانیه، تعطیلی روز شنبه را «‌روز تعطیلی دشمن» خواند.

## مرجعیت
جعفر سبحانی با درگذشت میرزا جواد تبریزی در ۲۹ آبان ۱۳۸۶ و به درخواست گروهی از مردم آذربایجان، رساله عملیه خود را منتشر کرد.

## تدریس
جعفر سبحانی از دوران جوانی تاکنون به تدریس علوم اسلامی اشتغال داشته‌است. وی علاوه بر تدریس‌های خصوصی در مؤسسه امام صادق، در حوزه علمیه قم، حرم فاطمه معصومه و مدرسه حجتیه و در تابستان‌ها در مشهد به تدریس فقه، اصول فقه، کلام و تفسیر می‌پردازد و درس وی یکی از شلوغ‌ترین دروس حوزه علمیه محسوب می‌گردد و تعداد شاگردان حاضر شده در درس اصول فقه جعفر سبحانی در سالیان اخیر به بیش از ششصد نفر می‌رسد. با توجه به تدریس طولانی مدت (بیش از ۷۰ سال) سبحانی موفق شده تعداد زیادی از طلاب را با علوم اسلامی آشنا گرداند.

## تالیفات
تالیفات وی عبارتند از:
|   | موضوع      | کتاب‌ها |
| - | ---------- | --- |
| ۱ | فقه        | - رسائل فقهیه - ۷ جلد - نظام النکاح فی الشریعة الاسلامیة الغراء - نظام الارث فی الشریعة الاسلامیة الغراء - نظام القضاء و الشهادة فی الشریعة الغراء - نظام المضاربة فی الشریعة الغراء - الخمس فی الشریعة الاسلامیة الغراء - احکام الصوم فی الشریعة الاسلامیة الغراء - نیل الوطر من قاعدة لا ضرر - الاعتصام بالکتاب و السنة - المواهب فی تحریر المکاسب - المختار فی احکام الخیار - قاعدتان فقهیتان (اللاضرر و الرضاع) - سبع مسائل فقهیة - ضیاء الناظر فی أحکام صلاة المسافر - نظام الطلاق فی الشریعة الاسلامیة الغراء - البلوغ و تلیه رسالة فی تأثیر الزمان و المکان - حکم الأرجل فی الوضوء - الحج فی الشریعة الاسلامیة الغراء - الزکاة فی الشریعة الاسلامیة الغراء - أحکام السفر و آدابه |
| ۲ | اصول       | - الرسائل الاربع - التسامح فی ادلة السنن - الاجتهاد فی ادلة السنن - الموجز فی الاصول الفقه - الوسیط فی الاصول الفقه - المفصل فی أصول الفقه - المحصول فی اصول الفقه (۴ جلدی) - ارشاد العقول الی مباحث الاصول (۴ جلد) - المبسوط فی اصول الفقه (۴ جلد) مربوط به دوره اخیر اصول - رسائل اصولیة - اصول الفقه المقارن - رسالة الترتب |
| ۳ | تفسیر قرآن | - مفاهیم القرآن ۱۰ جلد (تفسیر موضوعی) - منیه الطالبین: تفسیر ترتیبی قرآن به زبان عربی در سی جلد (تاکنون جلد۸–۳۰ منتشر شده) - التوحید و الشرک فی القرآن الکریم - بحوث قرآنیة فی التوحید و الشرک - تفسیر سوره رعد به نام قرآن و اسرار آفرینش - تفسیر سوره فرقان به نام سیمای انسان کامل در قرآن - تفسیر سوره توبه - تفسیر سوره منافقون به نام دوست نماها - تفسیر سوره حدید به نام قرآن و معارف عقلی - تفسیر سوره حجرات به نام سیستم اخلاقی اسلام - تفسیر سوره لقمان به نام مربی نمونه - منشور جاوید قرآن - ۱۴ جلد - مبانی توحید از دیدگاه قرآن - اصالت روح از نظر قرآن - شورا در قرآن و نهج البلاغه - احمد موعود انجیل - مکتب وحی - خاتمیت از نظر قرآن وحدیث و عقل - مرزهای اعجاز - برهان رسالت (پیرامون قرآن و وجه اعجاز آن) |
| ۴ | کلام       | - شناخت صفات خدا - آشنایی با اصول اسلام - جهان بینی اسلامی - الهیات و معارف اسلامی - نیروی معنوی پیامبران - رسالت جهانی پیامبران - فی ظل اصول الاسلام - معاد انسان و جهان - راه خداشناسی - مصدر الوجود - جبر و اختیار - حسن و قبح عقلی - توسل - البداء فی الکتاب و السنة - آگاهی سوم - رهبری امت - پیشوایی از نظر اسلام (امامت و خلافت) - سرنوشت از دیدگاه قرآن و حدیث و عقل - شفاعت از دیدگاه قرآن و حدیث و عقل - کاوش‌هایی پیرامون ولایت - مفهوم العبادة فی الکتاب و السنة - رؤیة الله - الزیارة - بحوث فی الملل و النحل - ۸ جلد - فرهنگ عقاید و مذاهب اسلامی - مع الشیعة الإمامیة فی عقاعدهم - الشیعة فی موکب التاریخ - الشیعة و علم الکلام عبر القرون الأربعة - آئین وهابیت - الوهابیة فی المیزان - الأسماء الثلاثة: الإله و الرب و العبادة - منشور عقائد امامیة، ترجمه به عربی و انگلیسی - اسماء و صفات - وهابیت مبانی فکری و کارنامه عملی |
| ۵ | فلسفه      | - اصول الفلسفة - فلسفه اسلامی و اصول دیالکتیک - نظریة المعرفة - سرنوشت از دیدگاه علم و فلسفه - شناخت در فلسفه اسلامی - هستی‌شناسی در مکتب صدر المتألهین - تحلیلی از فلسفه مارکس - نیروی محرک تاریخ |
| ۶ | تاریخ      | - فروغ ابدیت - فروغ ولایت - زندگانی امامان به زبان ساده - الائمة الاثنی عشر - تاریخ اسلام |
| ۷ | رجال       | - کلیات فی علم الرجال - اصول الحدیث و احکامه فی علم الدرایة |
| ۸ | تراجم      | طبقات الفقهاء- ۱۷ جلد - شخصیت‌های اسلامی شیعه - زندگی بزرگان شیعه |
| ۹ | متفرقات    | - بازگشت به عصر ایمان - رمز پیروزی مردان بزرگ - پرسش‌ها و پاسخ‌ها - سیمای فرزانگان - رسائل و مقالات - راز بزرگ رسالت |